# Lukács László (nyelvész)
Lukács László (Beszterce, 1911. június 9. – Kolozsvár, 1993. március 17.) jogász, nyelvész, tankönyvíró, egyetemi oktató.

## Életútja
Középiskoláit a besztercei német gimnáziumban végezte, az I. Ferdinand-Egyetemen jogi doktorátust szerzett (1935). Törvényszéki és táblai jegyző Kolozsvárt (1935–40), majd törvényszéki jegyző és titkár Besztercén (1940–42), közben Budapesten egységes bírói és ügyvédi vizsgát tett. Járásbíró Zsibón (1942–44).
A háború és két évig tartó szovjet hadifogság után a kolozsvári Egyetemi Könyvtár könyvtárosa (1946–49). Egyetemi lektor a Bolyai Tudományegyetem orosz nyelv tanszékén, szakképesítést nyert a bukaresti Makszim Gorkij Intézetben orosz nyelv és irodalomból (1955). A Babeș–Bolyai Tudományegyetem orosz tanszékének adjunktusaként vonult nyugalomba (1973).

## Munkássága
Társszerzője Az orosz nyelvtan kézikönyve című egyetemi és főiskolai oktatásra szánt munkának (1956), szerzője a magyar iskolák számára írt V–XI. osztályos Orosz nyelv című tankönyveknek (1958–61). Ezek mellett orosz szerzők tankönyveit is átdolgozta magyar használatra. Gyermekneveléssel kapcsolatos ismeretterjesztő könyvecskéket fordított orosz nyelvből.
Nyelvjáráskutatást végzett a dobrudzsai lipovánok körében. Tájszólásukról, a lipován nyelvjárási jelenségekről több tanulmánya jelent meg a Studia Universitatis Babeș-Bolyai (1955, 1961, 1965) és a Cercetări de Lingvistică (1968) hasábjain.